# Ex Deo
Gli Ex Deo sono un gruppo melodic death metal proveniente dal Canada, formatosi nel 2008, che basa i suoi pezzi sulle vicende e le storie dell'Impero romano.

## Storia
La band nacque nel 2008 per iniziativa del cantante e frontman dei Kataklysm, l'italo-canadese Maurizio Iacono: la sua idea consisteva nel produrre musica metal ispirandosi alla storiografia dell'Impero Romano.
Nel 2009 viene pubblicato tramite Nuclear Blast Records il primo album, Romulus, dove partecipano come ospiti: Adam "Nergal" Darski, frontman dei polacchi Behemoth, Karl Sanders, frontman degli statunitensi Nile e A.O "Obsidian Claw" Gronbech, fondatore dei norvegesi Keep of Kalessin.
 In seguito sono stati realizzati due video musicali: il primo sulla title track Romulus ed il secondo su The Final War (Battle Of Actium).
All'inizio del 2012 è stata rivelata l'uscita del nuovo album dei canadesi, Caligula, distribuito dalla Napalm Records. Per la realizzazione dell'album è stata richiesta la collaborazione della cantante dei Tristania, l'italiana Mariangela Demurtas.

## Formazione

### Formazione attuale
- Maurizio Iacono - voce
- Stéphane Barbe - chitarra
- Jean-Francois Dagenais - chitarra
- Dano Apekian - basso
- Jonathan Leduc - tastiere
- Max Duhamel - batteria

## Discografia

### Album in studio
- 2009 - Romulus
- 2012 - Caligvla
- 2017 - The Immortals Wars
- 2021 - The Thirteen Years of Nero

### Singoli
- 2009 - Romulus

### Split
- 2009 - Romulus / Cruise Ship Terror

### Videoclip
- 2010 - Romulus
- 2010 - The Final War (Battle of Actium)
- 2012 - I, Caligvla
- 2013 - The Tiberius Cliff (Exile to Capri)